# Heinrich Mann
Luiz Heinrich Mann (Lübeck, 1871. március 27. – Santa Monica, Kalifornia, 1950. március 11.) német író, Thomas Mann bátyja.

## Élete
Heinrich Mann Thomas Johann Heinrich Mann lübecki kereskedő és Julia da Silva Bruhns első gyermekeként született. Négy testvére volt: Thomas (1875–1955), Julia (1877–1927), Carla (1881–1910) és Viktor (1890–1949). Jó anyagi viszonyok között nőtt fel Lübeckben, ahol apja 1877-től szenátori tisztséget viselt 1891-ben bekövetkezett haláláig.
1889 októberétől Drezdában könyvkereskedést tanult, ezt azonban egy szűk év után abbahagyta és 1890 augusztusától 1892-ig önkéntesként dolgozott a berlini S. Fischer Könyvkiadónál. Egyidejűleg a berlini egyetemre járt. 1892-ben tüdővérzés miatt Wiesbadenben és Lausanne-ban kezelték.
1893-ban a család Münchenbe költözött, ahonnan Heinrich Mann több utazást tett, miután 1884-ben már Szentpétervárt meglátogatta. 1899-től az első világháború kitöréséig Heinrich Mann nem rendelkezett állandó lakhellyel. Ebben az időben, részben Thomas fivére társaságában, hosszabb időt töltött Palestrinában, de leginkább egy Garda-tó melletti szanatóriumban, amelyet barátja, Dr. Christoph Hartung v. Hartungen vezetett.
Legismertebb műve, a Ronda tanár úr (Professor Unrath) 1904-ben keletkezett és egy évvel később jelent meg. Mann szülővárosában a könyvet agyonhallgatták vagy kritizálták, gyakorlatilag tilalom alá esett. A könyv számos fordítást ért meg és az 1930-as megfilmesítéssel (A kék angyal) világhírre tett szert.
1910-ben Carla húga öngyilkosságot követett el. Ezt a veszteséget Heinrich Mann nehezen dolgozta fel.
Heinrich Mann 1914-ben vette feleségül Maria Kanová prágai színésznőt, és újból Münchenben lakott. Egyedüli gyermeke, Leonie Mann (1916–1986), két évvel később született.
Miután 1915-ben Thomas Mann megjelentette Gedanken im Kriege című könyvét, Heinrich Mann megszakította vele a kapcsolatot. Fivérével ellentétben Heinrich Mann közel állt a kommunizmushoz és alapvetően ellenezte Németország részvételét az első világháborúban. Käthe Kollwitz-cal és Albert Einsteinnal együtt kétszer is aláírta (1932-ben és 1933-ban) a Német Kommunista Párt és a Német Szociáldemokrata Párt akcióegységére való felhívást a nemzetiszocialisták ellenében 1917-ben Thomas Mann felesége, Katia megpróbálta közelebb hozni egymáshoz a fivéreket, de az enyhülésre csak 1922-ben került sor.

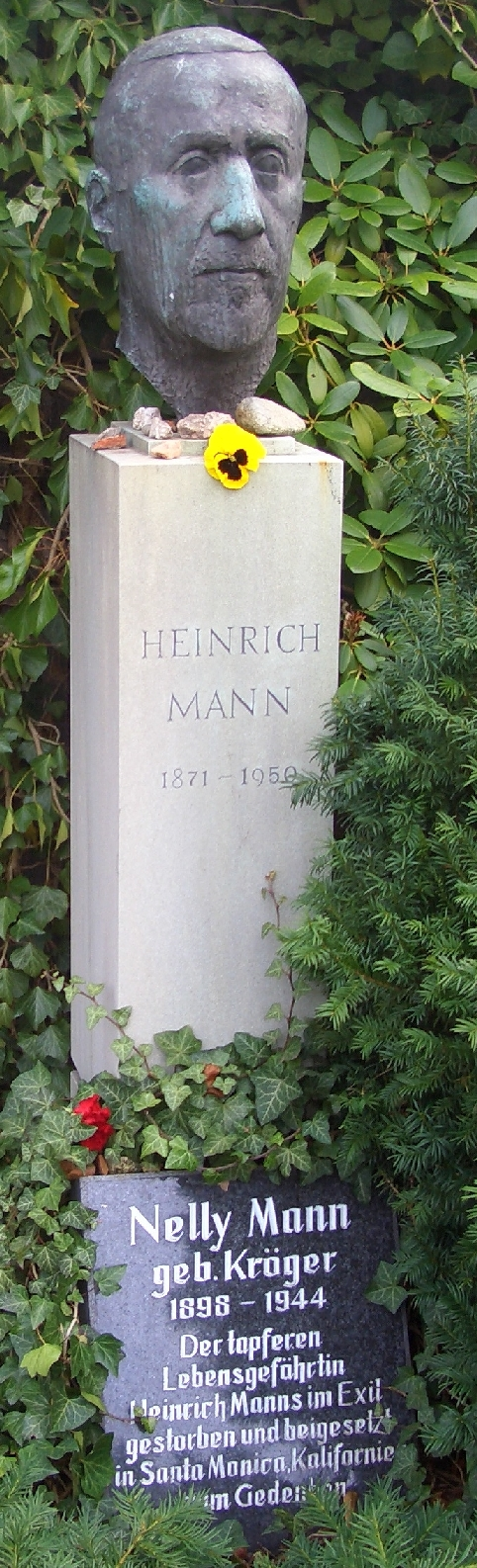
Heinrich Mann sírja Berlinben

A háború után, 1918-ban jelent meg legsikeresebb műve, Az alattvaló, amelynek folytatásos közlését egy képes folyóiratban 1914-ben a háború kezdetén meg kellett szakítani. A könyv a megjelenést követő néhány hétben közel százezer példányban kelt el.
1923-ban meghalt az édesanyja, majd 1927-ben Julia nevű húga is öngyilkos lett. 1928-ban, miután különvált első feleségétől (a válást hivatalosan 1930-ban mondták ki), Mann Berlinbe költözött. Maria Kanová gyermekükkel együtt visszaköltözött Prágába. Későbbi második feleségét, Nelly Krögert 1929-ben ismerte meg.
1931-ben Heinrich Mann a Porosz Művészeti Akadémia irodalmi tagozatának elnöke lett, amelynek már 1926 óta tagja volt. Ugyanebben az évben ő és Albert Einstein nyílt levélben hívták fel a New York Times figyelmét Milan Šufflay horvát értelmiségi meggyilkolására.
Németországot 1933-ban hagyta el, röviddel a Reichstag februári felgyújtása előtt és Sanary-sur-Mer után Nizzába emigrált, ahol 1940-ig lakott. Az akcióegységre való felhívás miatt a nemzetiszocialisták 1933. február 14-én kizárták a Művészeti Akadémiáról, majd augusztusban a német állampolgárságtól is megfosztották.
1935-1938 között írta kétkötetes történelmi regényét IV. Henrikről. 1936-ban csehszlovák állampolgárságot kapott. Az emigráció alatt Mann a német Népfrontot előkészítő választmány elnöke volt, sőt a Német Szociáldemokrata Párt (SPD) tiszteletbeli elnökévé is megválasztották.
1939-ben feleségül vette Nelly Krögert. Heinrich és Nelly Mann 1940-ben Golo Mann és a Werfel-házaspár társaságában Spanyolországon és Portugálián keresztül az Amerikai Egyesült Államokba szökött. Az ország és a kultúra mindvégig idegen maradt számára és pénzügyileg fivére támogatására szorult. 1944-ben felesége, aki súlyos alkoholproblémával küzdött, öngyilkos lett.
1949-ben Kelet-Berlinben a Német Művészetek Akadémiája elnökévé választották. 1950-ben a tervezett hazautazása előtt Santa Monicában hunyt el; ott is temették el. 1961-ben hamvait Németországba szállították és Berlinben temették el.
Emlékére alapították a Heinrich Mann-díjat.

## Munkássága
Heinrich Mann nem kényeskedő és nem jókedvű író. Sűrűvérű, haragos és bosszúálló, de bátor és a maga szenvedélyességében becsületes: hiszi, amit mond és ezért szuggerálja az olvasót.

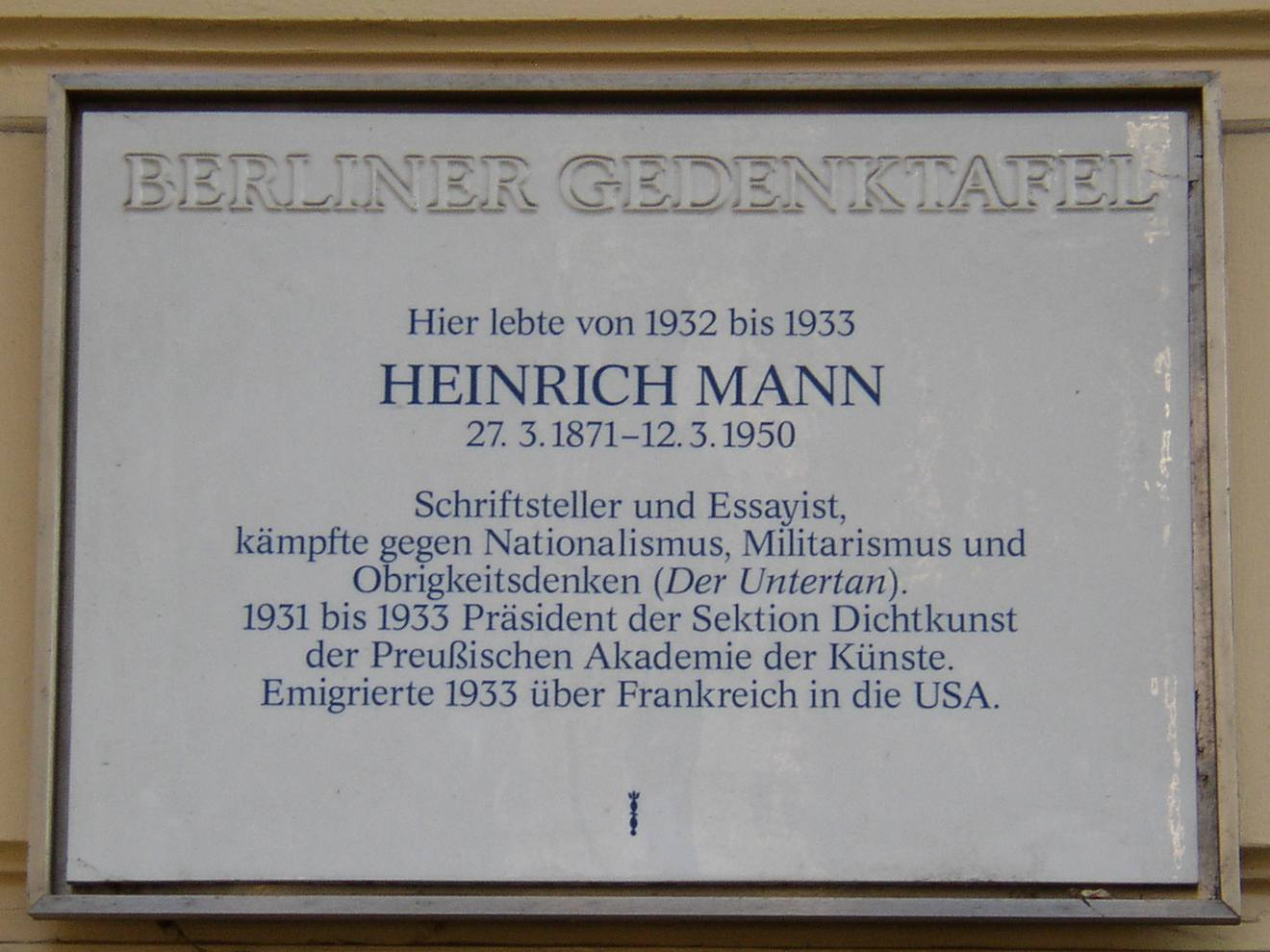
Emléktábla Berlinben (Fasanenstraße 61)

Első elbeszéléseit 1885-ben adták ki. Első regénye, az In einer Familie 1894-ben jelent meg. 1895 márciusától 1896 júliusáig Heinrich Mann a nemzeti-konzervatív folyóirat, a Das Zwanzigste Jahrhundert szerkesztőjeként tevékenykedett. 1897-ben jelent meg Das Wunderbare und andere Novellen című novelláskötete, ezt követte 1889-ben az Ein Verbrechen und andere Geschichten.
A Vilmos császár nevével fémjelzett korszakban keletkeztek politikai és műkritikai esszéi, illetve 1900-ban az Im Schlaraffenland (Eldorádó földjén), 1903-ban a Die Göttinnen oder Die drei Romane der Herzogin von Assy és a Die Jagd nach Liebe című regényei. 1905-ben következett a Professor Unrat oder das Ende eines Tyrannen (Randa tanár úr) és további kötetek.
Az alattvaló című regényén 1912-től kezdve dolgozott. A Zeit im Bild című folyóiratban való előzetes közlés a cenzúrának esett áldozatul és az első világháború kitörésekor megszakadt. A mű először oroszul jelent meg 1915-ben majd németül magánkiadásban 1916-ban.
Korai regényeiben Heinrich Mann azokat a benyomásokat dolgozta fel, amelyeket hosszabb olaszországi tartózkodása alatt szerzett. A kisváros egy olasz kisváros viszonyait tükrözi. schildert die Verhältnisse in einer italienischen Kleinstadt. Az istennők egy egész generáció regényévé vált: Gottfried Benn, René Schickele és Otto Flake lelkesedtek érte. „…egy dalmáciai nagy dáma viszontagságai. Az első részben a szabadság után vágyakozástól forrong, a másodikban a művészet megtapasztalásától, a harmadikban a gerjedelemtől. A hősnő figyelemre méltó ember és komolyan veszik; a többi szereplő mulatságos állat, mint az „Eldorádóban“. A cselekmény mozgalmas, helyszíne Zára, Párizs, Bécs, Róma, Velence, Nápoly. Ha minden sikerül, az első rész egzotikusan tarka lesz, a második művészettől átitatott, a harmadik obszcén és keserű. “ (Heinrich Mann a kiadójának, 1900. december 2.)
A Ronda tanár úr és Az alattvaló egészen másfajta regények. Ezekben a művekben a császári Németország politikai és erkölcsi viszonyainak, a német polgárság szolgalelkűségének és a korszak társadalmi igazságtalanságának éles kritikája fogalmazódik meg karikírozó formában.
A kétkötetes IV. Henrik (1935 és 1938) Heinrich Mann legjelentősebb művének számít. Az elgondolás már 1925-ben felbukkant (Wysling / Schmidlin 1994). Thomas Mann megjegyzése (a naplójában az 1935. szeptember 25-i bejegyzés): "Heinrich este befejezte IV. Henrikjét, egy ritka könyv, amely messze felülmúl mindent, ami ma Németországban fellelhető, a művészi eszközök bőségével és rugalmasságával, a történelmi érzést feloldja a jelenben és gyakran arra van kihegyezve, erőteljes és bátor az emberi tévedés és butaság erkölcsi-szellemi megítélésében, megkapó költői mozzanatokkal amilyen a dajka halála és végül az ütközet. Összbenyomás: egy olyan mű, amely az emigráns-kiadóknak és az egész emigrációnak nagy megbecsülést hoz, és a dolgok fordulata után Németországban is nagyra fogják értékelni."
Heinrich Mann finom stílusával, iróniájával és politikai-társadalmi messzelátásával a modern kor klasszikus német szerzője.

## Műveinek listája
| - In einer Familie, 1894 - Das Wunderbare und andere Novellen, 1897 - Ein Verbrechen und andere Geschichten, 1898 - Im Schlaraffenland, 1900 (Eldorádó földjén) - Die Göttinnen oder Die drei Romane der Herzogin von Assy, 1903 - Die Jagd nach Liebe, 1903 - Pippo Spano, 1905 (Pippo Spano) - Professor Unrat oder Das Ende eines Tyrannen, 1905 (Ronda tanár úr) - Zwischen den Rassen, 1907 - Die kleine Stadt, 1909 (A kisváros) - Die Armen, 1917 - Der Untertan, 1918 (Az alattvaló) - Der Kopf, 1925 (A fej) - Eugénie oder Die Bürgerzeit, 1928 | - Ein ernstes Leben, 1932 - Der Haß, deutsche Geschichte, 1933 - Die Jugend des Königs Henri Quatre, 1935 - Die Vollendung des Königs Henri Quatre, 1938 - Lidice, 1942 - Der Atem, 1949 - Esszék - Geist und Tat, 1910-18 - Emlékiratok - Ein Zeitalter wird besichtigt, 1946 - Posztumusz - Empfang bei der Welt, 1956 - Briefwechsel mit Barthold Fles, 1942-1949 (1993; editor Madeleine Rietra) |

## Magyarul
- Ronda tanár úr. Regény; ford. Kosztolányi Dezső; Tevan, Békéscsaba, 1914 (Tevan-könyvtár)
- Diana. Regény; ford. Szini Gyula; Kultúra, Bp., 1920 (A Kultúra regénytára)
- Pippo Spano. Elbeszélés; ford. Bolgár Imre; Új Modern Könyvtár, Bécs, 1922 (Új modern könyvtár)
- Nehéz élet; ford. Pálmai Jenő; Athenaeum, Bp., 1936
- Egy király ifjúsága; ford. Germanus Gyula; Fővárosi, Bp., 1944
- Az alattvaló; ford. Lányi Viktor, előszó Szigeti József; Franklin Ny., Bp., 1950
- Kisváros. Regény; ford. Keresztury Dezső, bev. Szigeti József; Szépirodalmi, Bp., 1952
- Az alattvaló. Regény; ford. Lányi Viktor; Új Magyar Kiadó, Bp., 1955
- Ronda tanár úr. Regény; ford. Kosztolányi Dezső; Európa, Bp., 1957
- Fulvia; ford. Szolcsányi Ferenc; Terra, Bp., 1958 (Kétnyelvű kis könyvtár)
- IV. Henrik. Regény, 1-2.; ford. Szabó Ede; Európa, Bp., 1963
- Eldorádó földjén. Történet az előkelő társaság életéből. Regény; ford. Tihanyi Vera; Európa, Bp., 1985

## Filmek
- 1930 – A kék angyal – rendező: Josef von Sternberg (főszereplők Marlene Dietrich és Emil Jannings)
- 1951 – Az alattvaló – rendező: Wolfgang Staudte (főszereplő Werner Peters)
- 1959 – A kék angyal – rendező: Edward Dmytryk (főszereplő Curd Jürgens)
- 1973 – Anjo Loiro – (a Randa tanár úr brazil változata)
- 1975 – Im Schlaraffenland – rendezte: Kurt Jung-Alsen
- 1977 – Die Verführbaren – az „Ein ernstes Leben“ alapján – (főszereplő Gisela May)
- 1977 – Belcanto oder Darf eine Nutte schluchzen – az „Empfang bei der Welt“ alapján – rendező: Robert van Ackeren
- 1979 – Le Roi qui vient du sud (francia tv-sorozat a „IV. Henrik” alapján) – rendező: Marcel Camus
- 1980 – Suturp – eine Liebesgeschichte – rendező: Gerd Keil

## Fordítás
- Ez a szócikk részben vagy egészben  a   Heinrich Mann című német Wikipédia-szócikk ezen változatának fordításán alapul.  Az eredeti cikk szerkesztőit annak laptörténete sorolja fel. Ez a jelzés csupán a megfogalmazás eredetét és a szerzői jogokat jelzi, nem szolgál a cikkben szereplő információk forrásmegjelöléseként.

## Szakirodalom

### Magyar nyelven
- Sós Endre, Vámos Magda: Thomas és Heinrich Mann, Gondolat, Budapest, 1960
- Mádl Antal: Heinrich Mann, Gondolat, Budapest, 1966

### Német nyelven
- Edith Zenker: Heinrich-Mann-Bibliographie: Werke. – Berlin [u.a.] : Aufbau-Verlag, 1967
- Brigitte Nestler: Heinrich-Mann-Bibliographie. Morsum/Sylt: Cicero-Presse. Bd. 1. Das Werk. 2000, ISBN 3-89120-019-6 (ersetzt die Bibliografie von E. Zenker)
- Peter Stein: Heinrich Mann. Metzler, Stuttgart/Weimar 2002 (Sammlung Metzler; 340), ISBN 3-476-10340-4
- Walter Delabar/Walter Fähnders (Hg.): Heinrich Mann (1871-1950). Weidler, Berlin 2005 (MEMORIA; 4), ISBN 3-89693-437-6
- Michael Stübbe: Die Manns; Genealogie einer deutschen Schriftstellerfamilie. Verlag Degener & Co., Insingen bei Rothenburg o.d.T. 2004, ISBN 3-7686-5189-4
- Manfred Flügge: Heinrich Mann. Eine Biographie. Rowohlt Verlag, Reinbek 2006, ISBN 3-498-02089-7